# エリーザベト・フォン・ヘッセン (1503-1563)
エリーザベト・フォン・ヘッセン（ドイツ語：Elisabeth von Hessen, 1503年3月4日 - 1563年1月4日）は、プファルツ＝ツヴァイブリュッケン公ルートヴィヒ2世の妃、のちプファルツ＝ジンメルン公ゲオルクの妃。

## 生涯
エリーザベトは、ヘッセン方伯ヴィルヘルム1世（1466年 - 1515年）と、ブラウンシュヴァイク＝ヴォルフェンビュッテル公ヴィルヘルム2世の娘アンナ・フォン・ブラウンシュヴァイク＝ヴォルフェンビュッテル（1460年 - 1520年）の間に生まれた5人の娘のうち末娘であった。エリーザベトはプロテスタントとして育てられた。1518年、エリーザベトは母アンナが計画し、エリザベート自身は反対していた結婚を阻止するために、成人したばかりの従兄弟であるヘッセン方伯フィリップ1世に誘拐された。
エリーザベトは1525年9月10日にカッセルにおいてプファルツ＝ツヴァイブリュッケン公ルートヴィヒ2世（1502年 - 1532年）と結婚した。宗教改革の最大の推進者であったフィリップ1世の近親者エリーザベトとの結婚は、ツヴァイブリュッケン公領の宗教改革を大きく後押しした。結婚は1525年の春に予定されていたが、ドイツ農民戦争により延期された。エリーザベトは非常に敬虔で、愛想がよく、慈悲深い人物とみなされていた。エリーザベトはその莫大な遺産を公領の農民戦争の犠牲者に対する補償に充てた。夫の早世の後、皇帝フェルディナント1世はエリーザベトとプファルツ＝フェルデンツ公ループレヒトを幼い息子ヴォルフガングの共同摂政に任命した。
1541年1月9日、エリーザベトはプファルツ＝ジンメルン公ゲオルク（1518年 - 1569年）と再婚した。エリーザベトとゲオルクが最終的にジンメルンで改革を実行するにあたり、エリーザベトは多大な貢献をした。

## 子女
最初の夫ルートヴィヒ2世との間に2子が生まれた。
- ヴォルフガング（1626年 - 1656年） - プファルツ＝ツヴァイブリュッケン公
- クリスティーネ（1528年 - 1534年）

2番目の夫ゲオルクとの間に1男が生まれた。
- ヨハン（1541年 - 1562年）